# 懷茨鎮區 (北卡羅萊納州伯蒂縣)
懷茨鎮區（英語：Whites Township）是位於美國北卡羅萊納州伯蒂縣的一個鎮區。

## 地方資料
懷茨鎮區的面積為183.11平方千米，皆為陸地。根據2020年美國人口普查的數據，當地共有人口1112人，而人口密度為每平方千米6.07人。